# لورا فورستر
لورا فورستر (بالإنجليزية: Laura Forster)‏ هي جَرّاحة وطبيبة وممرضة أسترالية، ولدت في 1858 في Ryde, New South Wales ‏ في أستراليا، وتوفيت في 11 فبراير 1917 في زاليشتشيكي في أوكرانيا.
عُرفت لورا فورستر بسبب خدمتها في فرنسا وبلجيكا وتركيا وروسيا خلال الحرب العالمية الأولى.

## بداية حياتها
ولدت فورستر في ضاحية ريدي في مدينة سيدني في عام 1858. والدها ويليام فورستر (1818-1882) مالك عقارات وشاعر وسياسي ورئيس حكومة نيو ساوث ويلز خلال الفترة بين عامي 1859 و 1860، والدتها إليزا جين وول (1828-1862). كانت لورا الخامسة من بين ستة أطفال لكل من ويليام وإليزا فورستر. توفيت إليزا وول فورستر في عام 1862 وتزوج ويليام من مود جوليا إدواردز (1846-1893). أنجب ويليام خمسة أطفال من مود بينهم ثلاثة أبناء قُتلوا في الحرب العالمية الأولى خلال خدمتهم في القوات الإمبراطورية الأسترالية. رافقت لورا زوجة أبيها وأختها غير الشقيقة إنيد بعد وقت قصير من وفاة ويليام فورستر في عام 1882 إلى إنجلترا. تزوجت مود لاحقًا من جون بيرن مردوخ من مدينة إدنبرة وهو قائد المهندسين الملكيين. بقيت لورا في إنجلترا والتحقت في 1 نوفمبر / تشرين الثاني من عام 1887 بجامعة بيرن في سويسرا بمثابة طالبة في الطب. أنهت دراستها في عام 1894 وحصلت على شهادة تسمح لها بممارسة العمل الطبي في المملكة المتحدة في العام التالي. درست في جامعة برن 12 فصلًا دراسيًا في معهد علم الأمراض حول ألياف المغزل العضلي.

## حياتها المهنية
التحقت فورستر بمدارس سيدني عام 1879 تقريبًا. ثم استقرت في إنجلترا بعد إكمال التدريب المزدوج كطبيبة وممرضة ومارست الطب في أكسفورد. حصلت أيضًا على ترخيص من الكلية الملكية للأطباء والجراحين في غلاسكو والكلية الملكية للأطباء في إدنبرة وكلية الجراحين الملكية في إدنبرة. عُينت في عام 1900 طبيبة في مستوصف كاتلر بولتر في أكسفورد. اهتمت خلال عملها في مستوصف كاتلر بولتر بتحديد أسباب وآثار أمراض المبيض لدى النساء المصابات بأمراض عقلية. أجرت تشريحًا في مختبر أمراض كلايبيري في لندن لنحو 100 امرأة متوفاة أتين من مستشفيات لندن وشارينج كروس. نشرت الدكتورة فريدريك موت نتائج فورستر بعد وفاتها في عام 1917. ونشرت في عام 1907 ورقة بحثية في علم أنسجة الغدد اللمفاوية البشرية المصابة بالسل تحت إشراف الدكتور غوستاف مان. سافرت فورستر في عام 1912 عند اندلاع حرب البلقان الأولى إلى إبيروس للعمل ممرضة لأن النساء لم يُسمح لهنَّ بالعمل كطبيبات.

## خدمتها أثناء الحرب
بدأت خلال الحرب العالمية الأولى في سبتمبر / أيلول من عام 1914 العمل في الصليب الأحمر البريطاني في مستشفى بلجيكا الميداني في أنتويرب. كانت أول طبيبة أسترالية تسافر إلى بلجيكا للمساعدة في العمل الطبي أثناء الحرب في وقت لم يُسمح فيه للطبيبات الإناث بالتسجيل في فيلق الحلفاء الطبي. قامت فورستر وزملاؤها بإجلاء الجنود البلجيكيين والبريطانيين تحت نيران كثيفة عندما تعرضت بلجيكا للقصف الألماني في سبتمبر وأكتوبر من عام 1914. ذهبت إلى فرنسا بعد قصف الطائرات الأمريكية المدمر، حيث ساعدت البلجيكيين الذين أصيبوا في القصف الألماني. انتقلت بعد ذلك إلى روسيا وتطوعت في قسم الجراحة في أكبر مستشفى بتروغراد، حيث كانت أول جراحة أسترالية أو بريطانية تجري عملية جراحية. بقيت في المستشفى لعدة أشهر قبل انضمامها إلى الصليب الأحمر الروسي للخدمة في القوقاز. ذهبت من هناك إلى أرضروم في تركيا حيث أشرفت على مستشفى ميداني. 
تمكنت فورستر عن طريق اللجنة القوقازية لاتحاد المدن الروسية والتي تدير 11 مركزا طبيًا من إدارة مشفى للأمراض المُعدية يضم 150 سريراً. عالج المرفق مرض التيفوس الذي أصاب بحلول نهاية صيف عام 1916 ما يقدر بنحو 70% من اللاجئين والجنود وسكان المدينة البالغ عددهم 40.000. انضمت في أيلول / سبتمبر من عالم 1916 إلى مستشفى ممول من قبل الاتحاد الوطني لجمعيات حقوق المرأة، والذي كان يمول عملياته للجرحى واللاجئين من خلال تبرعات من مؤسسة بريطانية. ثم عُينت في مستشفى في زاليشتشيكي في غاليسيا. 
أدار الاتحاد الوطني لجمعيات الدفاع عن حقوق النساء في الاقتراع في زاليشتشيكي مراكز مستشفى ميليسنت فاوسيت والذي سمي باسم الاقتراع الشهير في إنجلترا. كان مركز زاليشتشيكي واحدًا من خمسة مراكز في منطقة غاليسيا. عالج الأطباء والعاملون الآلاف من اللاجئين المدنيين المصابين بالحمّى التيفية والحمى القرمزية والزحار والحوادث خلال أعمال الزراعة بسبب المعدات الثقيلة. وعالج الموظفون (بالإضافة إلى المدنيين) الجنود الروس المصابين الذين عادوا من الجبهة من على بعد 30 ميلاً فقط. انتقلت فورستر في كانون الأول/ ديسمبر من عام 1916 إلى مستشفى الوباء الثاني والخمسين والذي يضم 80 سريراً في مركز زاليشتشيكي في غاليسيا. وانضمت إلى الدكتورة هيلينا هول لتحل محل الدكتورة كيت كينج ماي-أتكينسون التي كانت عائدة إلى إنجلترا لجمع المزيد من الأموال لدعم هذا المركز. رُبط المرفق الطبي بالجيش التاسع الروسي لكنه نُقل لاحقًا إلى الجيش السابع برئاسة الجنرال أليكسي بروسيلوف.

## موتها
في عامها الثامن والخمسين: أثّر القصف المستمر لمدة 20 ساعة من اليوم والتدفق الضخم للمرضى والجرحى على فورستر فبدت مرهقة ونحيلة. توفيت في 11 فبراير / شباط من عام 1917 في زاليشتشيكي بسبب قصور في القلب بعد مرض إنفلونزا دام أسبوعًا واحدًا. دفنت في زاليشتشيكي حسب طقوس الدفن الروسية؛ إذ دُفنت في نعش مفتوح مع وجود أيقونات الكنيسة الأرثوذكسية الروسية. وضعت الممرضات من المستشفى التي أدارتها فورستر العلم الوطني للمملكة المتحدة على جسدها.